# Otro festival de la exageración
Otro festival de la exageración es el sexto álbum de estudio de Los Violadores, lanzado en 1991 por Sony Music.

## Detalles
Este fue el primer disco de estudio de la banda lanzado en formato CD; luego de este álbum y por conflictos entre Pil y Stuka, la banda se termina separando.
Pil formó su propia banda, Pilsen, y Stuka formó la suya: Stukas en Vuelo. 
A pesar de esto Los Violadores volverían a juntarse en 1995, aunque sin Stuka, quien sería reemplazado por Anel Paz, y sin Sergio Vall, quien sería sustituido por el baterista Adrián Blanco. 
No obstante las peleas entre Stuka y Pil Trafa se zanjaron momentáneamente en 1999, cuando lanzaron un disco a dúo como Stuk@pil.
"Otro festival de la exageración" sería el capítulo final de Los Violadores con CBS/Sony. 
El tema "Petróleo y sangre (Rojo y negro)" hace alusión a la Guerra del Golfo.

## Lista de temas
1. " Ruidos " (Stuka-Pil)
2. " Motores y rock and roll " (Stuka-Vall-Salgado)
3. " Loco por ti " (Stuka)
4. " Adicto a ti " (Stuka-Vall)
5. " Vanidad " (Stuka-Pil-Zelazek)
6. " Petróleo y sangre (Rojo y negro) " (Stuka-Pil)
7. " Vamos nena " (Stuka-Vall)
8. " En el circo " (Stuka-Pil)
9. " Extraña sensación " (Stuka)

## Formación
- Pil Trafa - voz
- Stuka  - guitarra, voz
- Robert "Polaco" Zelazek - bajo
- Sergio Vall - batería